# Halkur Kaval, Sira
Halkur Kaval là một làng thuộc tehsil Sira, huyện Tumkur, bang Karnataka, Ấn Độ.